# Ratpenat de ventoses de Spix
El ratpenat de ventoses de Spix (Thyroptera tricolor) és una espècie de ratpenat de la família dels tiroptèrids que es troba a Mèxic, Belize, Bolívia, Colòmbia, Costa Rica, l'Equador, Guatemala, Hondures, Nicaragua, Panamà, Veneçuela, la Guaiana Francesa, Guaiana, Surinam, el Brasil, el Perú i Trinitat.

## Alimentació
Menja 1 g d'insectes cada nit.

## Subespècies
- Thyroptera tricolor albiventer
- Thyroptera tricolor juquiaensis
- Thyroptera tricolor tricolor